# Pałac Kapitanów Generalnych
Pałac Kapitanów Generalnych (hiszp. Palacio de los Capitanes Generales) – dawna rezydencja gubernatorów (zwanych hiszp. Capitanes Generales) na Kubie, położona na starym mieście w Hawanie.

## Historia
Pałac został zbudowany w latach 1776 do 1791 na zlecenie gubernatora Kuby Felipe de Fonsdeviela a jego architektem był Antonio Fernández de Trebejos y Zaldívar i w części był rezydencja gubernatora. W latach 1899–1902 siedziba gubernatora Stanów Zjednoczonych. Od 1902 roku siedziba władz Republiki Kuby. W 1967 roku przekształcony w Muzeum Miejskie (hiszp. Museo de la Ciudad).